# پتیاگودا
پتیاگودا (به لاتین: Petiyagoda) یک منطقهٔ مسکونی در سری‌لانکا است که در استان مرکزی (سری‌لانکا) واقع شده‌است.